# 張銀山
張 銀山（チャン・ウンサン、장은산）は大韓民国の軍人。創氏改名時の日本名は高本鉄舟。

## 経歴
光明中学校卒業。新京軍官学校第4期（予科？）を首席で卒業。終戦時は軍官学校在学中もしくは隊付勤務中であった。
1946年5月1日付で軍事英語学校卒業（軍番10099番）。
1948年9月、第1砲兵訓練所長（少領）。
1948年10月、野戦砲兵団長。
1949年1月、砲兵司令官。
1949年7月19日、米留学生に選抜され、米砲兵学校高級課程に入学した。1950年6月、米砲兵学校卒業。
朝鮮戦争が勃発し、1950年7月に帰国。留学中に砲兵司令部は改編されていたため、補職を受けられない状態であった。日本に密航しようとしていたことが発覚し、軍法会議にかけられ軍刑務所に服役。1951年初めに釜山陸軍矯導所に移監され、後に病死したと言われている。一方で、かつての部下だった砲兵将校らによって射殺されたという説もあるが、張の後任の砲兵司令官申応均はこれを否定している。軍事英語学校の同期生で、張のもとで砲兵副司令官を務めていた金桂元も、張を釜山矯導所で見たことがあるとして病死を主張している。

## 人物
軍官学校7期の金光植は、張銀山について「先輩の中で1番優秀」「非常に利口な人」「思想的に非常に独立思想が高まっていてね」と述べた。また一緒にロシア食堂で昼食を食べた時には金日成や李承晩、金九など色々な世界情勢について話していた。また日本名の由来について、高本が高麗や高句麗で鉄舟は李舜臣からということを話した。
蔡秉徳陸軍参謀総長には同じ黄海道出身なことから寵愛された。英語が上手く軍内では「米軍通」と呼ばれており、林炳稷外務部長官、任永信商工部長官とも接触があったとされる。
1992年4月、金九の暗殺犯で暗殺事件当時砲兵少尉だった安斗煕は、張を暗殺の直接指示者として名指しした。金桂元は、安斗煕に一切任務を与えず干渉しないように張から指示されていたとして、張の暗殺への関与を裏付けるような証言をした。